# Call of Duty: Black Ops III
Call of Duty: Black Ops III est un jeu vidéo de tir à la première personne développé par le studio Treyarch édité par Activision, sorti le 6 novembre 2015 sur Microsoft Windows, Xbox One et PlayStation 4, PlayStation 3 et Xbox 360. Il s'agit du 12e épisode de la franchise Call of Duty et le 3e opus « principal » de la saga Black Ops. 
Avec un budget de 450 millions de dollars, il s'agit de l'un des jeux les plus chers jamais développés ; il s'agit aussi de l'un des rares jeux à avoir vendu plus de quarante millions d'exemplaires.

## Histoire
L'histoire de Call of Duty: Black Ops III se déroule en 2065 dans un futur sombre, dans lequel un nouveau type de soldat, des « Black Ops », voient le jour. Les limites entre l'humanité et la technologie qu'elle a créée sont alors de plus en plus troubles,.
Après les attaques de drones orchestrées par Raul Menendez dans Black Ops II, différents pays ont mis en place un système anti-drones appelé Directed Energy Air Defense (ou D.E.A.D.). Les différents conflits se déroulent alors sur le sol. Plusieurs organisations ont été créées comme le Winslow Accord qui a permis la mise en place du système D.E.A.D. (organisation similaire à l'OTAN), ou encore le Common Defense Pact, un simili-Pacte de Varsovie, constitué entre autres de la Russie et de l'Union européenne. Ces deux factions se disputent les ressources énergétiques et naturelles de la planète qui subit un important réchauffement climatique, comme en témoigne le biotope agité de la mission de Singapour contre les 54 immortels. Plusieurs autres factions sont également présentes, comme les 54 Immortels, un syndicat du crime de Singapour, ou encore la Nile River Coalition située en Afrique dont le but est de contrôler le débit du Nil.

## Système de jeu
La campagne, le mode multijoueur et le mode Zombies de Black Ops III ont été entièrement remaniés. La campagne prend en charge jusqu'à quatre joueurs en coopératif (4 en ligne et 2 en local), un soldat entièrement personnalisable (homme ou femme), et prend en charge la rejouabilité pour trouver tous les moyens possibles pour passer un niveau à l'autre. Le multijoueur introduit un nouveau système de mouvement, un nouveau système de classes appelé « Spécialistes », et une nouvelle fonction de « Gunsmith » qui permet de créer des combinaisons d'armes et aussi un design de Camo. Enfin, les zombies reviennent avec un tout nouveau récit séparé de la campagne. Le mode zombies contiendra modes histoire et multijoueur, tous deux avec un nouveau système de progression d'expérience.

### Mode campagne
Dans un futur plus ou moins proche, les soldats Black Ops et le Général Dade vont voir leurs aptitudes augmentées grâce à des armures, ainsi qu'au système D.N.I (Direct Neural Interface), IDN dans la version française du jeu. Ce système est directement implanté dans le cerveau et sur la colonne vertébrale des soldats, ce qui leur permet de communiquer entre eux ainsi qu'avec le Q.G.. Ils peuvent aussi se connecter à n'importe quel engin et ainsi en prendre le contrôle. Les soldats possèdent également des membres robotiques remplaçant ceux qu'ils possédaient précédemment, moins efficaces. Treyarch a annoncé sa volonté de rendre le solo moins scripté en laissant le joueur accomplir la mission de la manière dont il le souhaite. L'intelligence artificielle a été également revue à la hausse.
Au cours du sauvetage du Premier ministre Saïd, dirigeant de l'Égypte, des mains de la NRC (Nile River Coalition, Coalition de la Rivière du Nil) en Éthiopie, le soldat incarné par le joueur est gravement blessé avant d'être lui-même sauvé par une équipe Black Ops. Pour survivre, il intègre les soldats Black Ops et reçoit un IDN. Cinq ans plus tard, l'équipe qui l'avait sauvé en Éthiopie est portée disparue alors qu'elle opérait à Singapour. Le joueur et son équipe sont envoyés pour enquêter dans une zone sous contrôle des trafiquants du cartel des 54 Immortels. Là bas, ils vont faire une découverte capable de déstabiliser de nombreuses nations à travers le monde. Mais ils vont aussi découvrir une menace encore plus terrible, qui devra être arrêtée quel qu’en soit le prix.
Le mode propose aux quatre joueurs de personnaliser leurs armes, leur tenue mais aussi leurs capacités. Chaque joueur a un rôle défini : par exemple, l'un peut révéler la position des adversaires et l'autre prendre le contrôle d'un drone et abattre les ennemis. La Safe House est l'endroit où le soldat peut être personnalisé avant la mission suivante, elle est façonnable selon les goûts du joueur.
Le mode histoire est jouable jusqu'à quatre joueurs, et est uniquement présent sur les versions PlayStation 4, Xbox One et PC.

### Mode multijoueur
Les modes classiques tels que le Match à Mort par Équipe, la Domination ou encore l'élimination confirmée sont toujours présents. La carte Nuketown fait son retour sur PlayStation 4, Xbox One et PC, en version encore plus futuriste sous le nom de Nuk3town, en tant que bonus de précommande. Les versions PlayStation 3 et Xbox 360 ne dispose que d'un seul DLC, le pack Awakening. La carte Hijacked revient pour le DLC n°1, renommée en Skyjacked et la carte Banzai de World at War revient aussi dans le DLC n°2, renommée en Verge ainsi que la carte raid qui revient pour le DLC n°3, renommée, Empire et le retour de Standoff de Call of Duty : Black Ops II sous le nom "Outlaw" et le retour d'Outskirts de Call of Duty : World at War renommée en "Rupture".
La personnalisation de personnage est présente : il est possible de choisir entre 9 personnages (ou « spécialistes ») ainsi qu'un nouveau  personnage mercenaire, du nom de Black Jack, qui a fait son apparition dans le marché noir.

### Mode Zombies
Le retour du mode zombies est évoqué par Mark Miscuta (Studio Head) pendant le D.I.C.E. Summit 2016 le 4 août 2016. Il est finalement confirmé par l'intermédiaire de la découverte de la description du jeu dans le site Call of Duty.
Le mode possède sa propre histoire et un système de progression par point d'expérience est mis en place ceci apportant une nouvelle profondeur au mode et une meilleure rejouabilité. Les premières images du mode sont visibles à la fin de reveal trailer.  Le mode zombies comporte 35 niveaux et 10 prestiges et 1000 niveaux supplémentaires après le maître prestiges.[réf. nécessaire]

## Développement

### Production
Call of Duty: Black Ops III est le troisième opus du studio Treyarch bénéficiant de trois années de développement (cycle débuté avec Sledgehammer Games et Advanced Warfare dont le développement a débuté en 2011 et est sorti en fin d'année 2014) avec plus de 250 développeurs travaillant sur le jeu. Le développement du titre a débuté en début d'année 2013 lors de la sortie du premier pack de cartes de Call of Duty: Black Ops II, Revolution.
La production du jeu nécessite un budget de 450 millions de dollars, ce qui en fait l'un des jeux vidéo les plus chers jamais développés.
Treyarch a annoncé que Black Ops III utilise le IW Engine entièrement refait depuis ses fondements. Le jeu tourne à 35 images par seconde sur PlayStation 3 et Xbox 360, et 60 pour les consoles PlayStation 4, Xbox One, ainsi que sur PC. Beenox a développé la version PS3 et la version Xbox 360, tandis que Mercernary Technologies, a développé, aux côtés de Beenox, la même version.

### Promotion
Le 5 février 2015, Activision annonce la sortie d'un nouvel épisode de Call of Duty pour la fin d'année 2015 et développé par Treyarch, après une première annonce lors de la sortie de Advanced Warfare, le 4 novembre 2014. Le teasing du jeu a débuté le 6 avril 2015, lorsque le compte Snapchat de Call of Duty a posté de courtes vidéos énigmatiques et renommé son compte « Dr Salim ». Trois jours après, le 9 avril, un teaser trailer est posté sur leur chaîne YouTube officielle accompagné du hashtag : #BackinBlack. Activision dévoilera par la suite officiellement le titre du jeu : Call of Duty: Black Ops III et annonce la sortie du reveal trailer le 26 avril 2015. Les jours suivant la sortie du teaser trailer, le compte Snapchat continua de poster de courtes vidéos. Le 17 avril, un nouveau compte Twitter en relation avec Treyarch est en ligne, TheUnmarkedMan, et le 23 avril le compte Jaxiplanet, apportant de nouveaux éléments au teasing de Black Ops III, le même jour un nouveau teaser est mis en ligne. Dans le même temps, un site teaser pour le jeu est mis en ligne. Appelé enhanceyourselfforabettertomorrow.info (utilisant un mot de passe qui est BLUEBIRD), il prend la forme d'une nouvelle nommée V.E.R.S.I.O.N. apportant des infos supplémentaires sur le monde de Black Ops III. Le 26 avril, le reveal trailer est mis en ligne et dévoile pour la première fois des éléments du mode multijoueur et Zombies en plus du mode campagne. Treyarch avait invité dans son studio plusieurs sites et personnalités connues au sein de la communauté Call of Duty pour tester en avant-première le jeu pendant 2 heures au stade de pré-alpha.
Le 9 juin 2015, Activision annonce qu'en plus des versions Xbox One, PlayStation 4 et Windows, le jeu sortira sur Xbox 360 et PlayStation 3. Ces versions sont cependant amputées de certaines fonctionnalités, comme notamment l'absence de mode campagne et d’éditeur de camouflage. De plus, aucune version Wii U n'est prévue pour le jeu. Treyarch a également annoncé que le jeu supporte la résolution 4K sur PC.

### Commercialisation
Call of Duty: Black Ops III dispose de plusieurs éditions :
- L'édition Hardened, une exclusivité chez le revendeur Micromania, propose deux packs de personnalisation, le SteelBook, la carte bonus zombie "The Giant", qui est en fait un remake de la carte "Der Riese" (issue de Call of Duty : World at War).
- L'édition Digital Deluxe propose les mêmes éléments que l'édition Hardened (sans le SteelBook) avec en plus le Season Pass du jeu.
- L'édition Juggernog propose tous les éléments des deux éditions collectors citées au-dessus, avec en plus un mini-frigo d'une capacité de 12 canettes, qui se retrouve dans la carte "Shadow Of Evil" dans le mode zombie du jeu.

Peu avant la sortie de la PlayStation 5, Sony annonce que le jeu sera disponible gratuitement pour tous les possesseurs de l'abonnement Playstation Plus.

## Accueil

### Ventes
Le 11 novembre 2015 Activision annonce que les ventes ont atteint plus de 550 millions de dollars sur les premières 72h qui ont suivi le lancement. Activision indique également que les fans ont cumulé plus de 75 millions d'heures de jeu en ligne sur cette même période,.
Un rapport publié en 2025 indique que le jeu s'est écoulé à quarante-trois millions d'unité.